# Евро-азиатская федерация союзов евангельских христиан-баптистов
Е́вро-азиа́тская федера́ция сою́зов ева́нгельских христиа́н-бапти́стов — объединение союзов евангельских христиан-баптистов стран СНГ и Грузии. Создана в 1992 году после ликвидации Всесоюзного совета евангельских христиан-баптистов для поддержания духовного общения евангельских христиан-баптистов стран бывшего СССР и для взаимной помощи между Союзами ЕХБ новых независимых государств. Президент ЕАФ избирается на съезде федерации из числа руководителей союзов ЕХБ, входящих в объединение.
На 54-м съезде ЕАФ, прошедшем в 2012 году в Москве, президентом избран председатель Российского союза ЕХБ Алексей Васильевич Смирнов.
Официальным печатным органом ЕАФ является журнал «Братский вестник».

## Союзы
В федерацию входят следующие союзы церквей евангельских христиан-баптистов:
- Всеукраинский союз церквей евангельских христиан-баптистов
- Российский союз евангельских христиан-баптистов
- Союз церквей евангельских христиан-баптистов Молдовы
- Союз евангельских христиан-баптистов Белоруссии
- Союз церквей евангельских христиан-баптистов Казахстана
- Грузинский союз евангельских христиан-баптистов
- Союз церквей евангельских христиан-баптистов Армении
- Союз евангельских христиан-баптистов Кыргызстана
- Союз евангельских христиан-баптистов Азербайджана
- Союз церквей евангельских христиан-баптистов Средней Азии (Узбекистан, Туркменистан)
- Союз евангельских христиан-баптистов Таджикистана

## Статистика
В ходе 52-го съезда в апреле 2008 года была обнародована статистика численности входящих в ЕАФ ЕХБ национальных союзов церквей
| государство  | церквей + групп | человек |
| ------------ | --------------- | ------- |
| Украина      | 2 876           | 134 757 |
| Россия       | 1 810           | 75 160  |
| Молдавия     | 580             | 22 000  |
| Белоруссия   | 259+53          | 13 093  |
| Казахстан    | 279+263         | 10 053  |
| Кыргызстан   | 64              | 3 000   |
| Узбекистан   | 29+31           | 2 735   |
| Туркменистан | 4               | 500     |
| Таджикистан  | 22              | 460     |
| Грузия       | 75              | 5 085   |
| Армения      | 5               | 350     |
| Азербайджан  | 22              | 3 000   |